# Hernâni Coelho

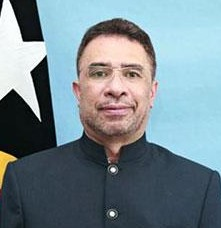
Hernâni Coelho

Hernâni Filomena Maria Coelho da Silva, Kampfname Natan, (* 27. August 1964 in Uatucarbau, Portugiesisch-Timor) ist ein osttimoresischer Diplomat und Politiker. Er ist Mitglied des Zentralkomitees der FRETILIN. Von 2015 bis 2017 war Coelho Außenminister des Landes und von 2017 bis 2018 Erdölminister.

## Kindheit und Jugend
Hernâni Coelho ist der Sohn von Adelino da Silva aus Ossu und Zulmira Celestina Faria Coelho und der Bruder der KHUNTO-Politikerin Lígia Filomena Coelho da Silva und des PST-Vorsitzenden Avelino Coelho da Silva. Die drei haben noch sechs weitere Geschwister.
Von 1971 bis 1975 besuchte er die Grundschule und katholisches Internat in Ainaro. Im August 1975 kam er in das Externato (Tagesschule) Bispo de Medeiros in der kolonialen Hauptstadt Dili. Als die Indonesier am 9. Dezember desselben Jahres die Stadt eroberten, floh Coelho mit seinen Eltern zum Bergzug Cabalaki, wo sich eine Rückzugsbasis der FRETILIN befand. Coelhos Vater war Regionalsekretär der Partei und leitete den Widerstandskampf gegen die Indonesier in Hato-Udo. Als das Gebiet fiel, kehrte die Familie in ihre Heimat Viqueque zurück. Der Vater führte hier ein Krankenhaus und Trainingszentrum der FALINTIL-Guerilla.
Im Oktober 1978 geriet die gesamte Familie während der Zerstörung der Widerstandsbasis am Berg Matebian in die Hände der Indonesier. Die Coelho da Silvas wurden zunächst in Venilale interniert, später nach Ossu und schließlich nach Dili gebracht.
Von 1980 bis 1982 arbeitete Hernâni Coelho als Bote für den osttimoresischen Widerstand. 1983 schloss er sich der Katholischen Jugendorganisation Osttimors (OJECTIL) an.

## Späterer Werdegang

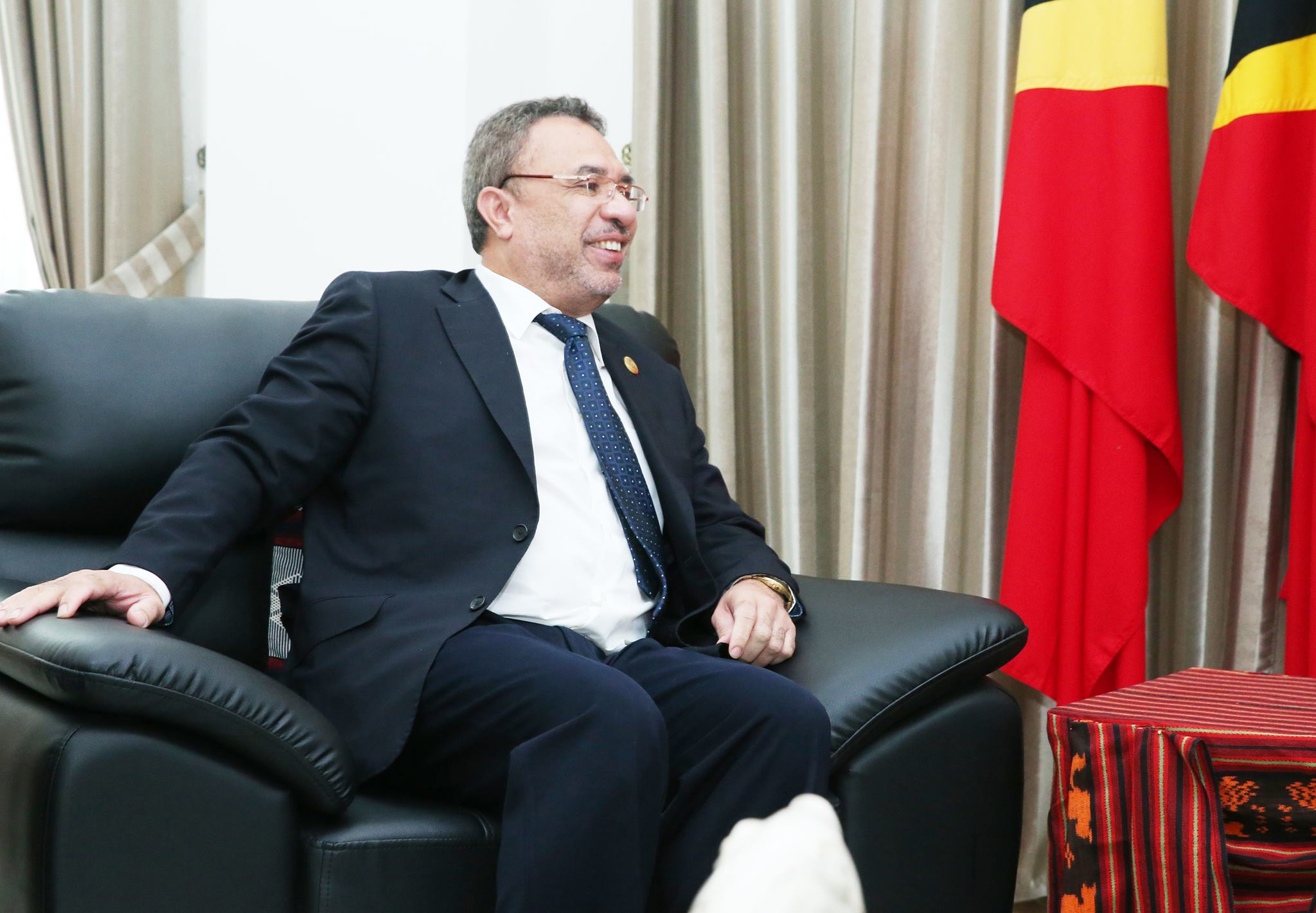
Hernâni Coelho (2017)

1983 verließ Coelho Osttimor, um Agrarwissenschaft am Magelamg Agriculture Development College an der Universität Jenderal Soedirman im indonesischen Purwokerto und an der Islamischen Universität in Malang zu studieren. Von September 1987 bis April 1989 war Coelho Student Assistent an der Faculty of Animal Science an der Universität Jenderal Soedirman. In seiner Studienzeit war er für die Studentenfront zur Befreiung Osttimors (FELETIL) aktiv. So versuchte Coelho seinen indonesischen Kommilitonen die Unabhängigkeitsbestrebungen Osttimors näher zu bringen und er arbeitete als Verbindungsmann zwischen dem bewaffneten Widerstand in Osttimor und dem diplomatischen Vertretern des Widerstands in Übersee. Nach dem Santa-Cruz-Massaker 1991 und dem Zusammenbruch des Großteils der Widerstandsbewegung in Indonesien und Osttimor, wurde Coelho zum Koordinator des Sonderbüros der neugegründeten Timoresischen Sozialistischen Vereinigung. Ihre Aufgabe war es, Unterstützung zu mobilisieren Infiltration und Propaganda zu betreiben und Rettungsmissionen für osttimoresische Unabhängigkeitsaktivisten und ausländische Unterstützer durchzuführen, die vor dem indonesischen Militär in Sicherheit gebracht werden mussten.
Nach seiner Promotion arbeitete Coelho von November 1992 bis Juli 1993 für das Infovet Magazine in Jakarta als Journalist, Vertriebsmanager und Redaktionsassistent, bevor er sich entschied, nach Dili zurückzukehren, um dort als Technischer Beamter im Veterinäramt zu arbeiten. Doch nur zwei Monate später wurde er vom indonesischen Militär gezwungen, Osttimor zu verlassen, worauf er nach Portugal ging. Coelho kam nach Macau, wo er sein Masterstudium in Marketing und Strategischem Management an der Universität von Macau abschloss. Hier wurde er 1994 zum Regionalsekretär der FRETILIN in Macau gewählt.
Coelho erhielt von November 1995 bis Juli 1999 eine Anstellung bei der Regierung Macaus als Senior Program Officer im Amt für Umwelt- und öffentliche Sanitäreinrichtungen. Dann kehrte er nach Portugal zurück, wo er von September 1999 bis Dezember 2002 als Senior Research Officer am portugiesischen Nationalinstitut für Agrarforschung tätig war. 2001 kehrte er auf Bitten des Conselho Nacional de Resistência Timorense (CNRT) nach Osttimor zurück und arbeitete für den Nationalrat als Berater der Wirtschafts- und Infrastrukturabteilung, bis der CNRT aufgelöst wurde. Coelho wurde vom Landwirtschaftsamt der Übergangsverwaltung der Vereinten Nationen für Osttimor (UNTAET) übernommen und blieb dort von Mai 2001 bis November 2001. Daneben lehrte Coelho Agrarwissenschaften an der Universidade Nasionál Timór Lorosa’e (UNTL) von August 2001 bis Dezember 2005. Für das Entwicklungsprogramm der Vereinten Nationen (UNDP) übernahm er von Dezember 2002 zunächst den Posten eines Programme Officers, dann ab 2003 den des Chefs der Abteilung für Umwelt und Natürliche Ressourcen. Hier blieb Coelho bis Dezember 2005.
2002 wurde Coelho zum Präsidenten der Vereinigung der UNDP/UNPOS/UNFPA-Mitarbeiter in Osttimor gewählt, die für das Sozialwesen, die Fortbildung und Vertretung der Arbeitnehmerrechte der osttimoresischen UN-Mitarbeiter zuständig war. 2003 wurde er zudem zum UNDP-Timor-Leste Learning Manager ernannt und trug Verantwortung für die Ausbildungsstrategie des osttimoresischen UN-Personals. Im selben Jahr schloss sich Coelho dem technischen Kader der FRETILIN an und unterstützte das Sekretäriat des Zentralkomitees der FRETILIN in Dili. 2005 arbeitete er in der Abteilung Information und Mobilisierung der FRETILIN.

## Diplomatische und politische Karriere
Im Dezember 2005 wurde Coelho geschäftsführender Direktor für Bilaterale Beziehungen im Außenministerium. Vom 29. März 2006 bis November 2009 übernahm Coelho von Jorge da Conceição Teme den Posten des Botschafters Osttimors in Australien. Er war damit auch für andere Länder zuständig, wie zum Beispiel Neuseeland und Samoa. Danach berief ihn Präsident José Ramos-Horta zu seinem Vizechef der External Delegation. Hier blieb Coelho bis Juni 2012. Im Oktober 2013 wurde Coelho Botschafter Osttimors in Südkorea.
Am 16. Februar 2015 wurde Coelho zum Minister für Außenangelegenheiten und Kooperation vereidigt. Mit Bildung der VII. Regierung am 15. September 2017 gab Coelho das Amt an Aurélio Sérgio Cristóvão Guterres ab, wurde aber am 3. Oktober zum neuen Minister für Erdöl vereidigt. Seine Amtszeit als Minister endete mit Antritt der VIII. Regierung Osttimors am 22. Juni 2018.

## Sonstiges
Coelho spricht Tetum, Portugiesisch, Englisch und Bahasa Indonesia fließend. Für ein Basisgespräch beherrscht er Kantonesisch, Javanisch und Thai.
Er ist verheiratet und hat eine Tochter.
2012 wurde Coelho die Medaille des Ordem de Timor-Leste verliehen.